# Joseph E. Brown

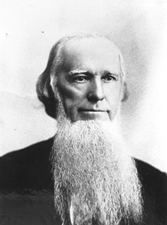
Joseph E. Brown

Joseph Emerson Brown, född 15 april 1821 i Pickens District (numera Pickens County), South Carolina, död 30 november 1894 i Atlanta, Georgia, var en amerikansk jurist och politiker. Han var guvernör i Georgia 1857–1865. Han representerade Georgia i USA:s senat 1880–1891.
Brown studerade juridik vid Yale Law School. Han var en framgångsrik advokat och affärsman. Han var 1849 ledamot av Georgias senat. Han nominerades till demokraternas guvernörskandidat i guvernörsvalet 1857 och han vann klart. Han blev en stark anhängare av Georgias utträde ur USA efter att Abraham Lincoln hade vunnit presidentvalet i USA 1860 och South Carolina blivit första delstat att besluta om utträde. Georgia gick med i Amerikas konfedererade stater under Browns ledarskap. Trots det pågående amerikanska inbördeskriget var Brown mycket mån om konfederationen som en sammanslutning av oberoende stater till skillnad från det federala USA. Han motsatte sig Jefferson Davis alla strävanden att stärka centralmakten. Allmän värnplikt ansåg han speciellt opassande för en konfederation. Han tillfångatogs för en kort tid i slutet av inbördeskriget.
Brown var chefsdomare i Georgias högsta domstol 1865–1870 och verkställande direktör för Western and Atlantic Railroad 1870–1880. Han var med i republikanerna under Rekonstruktionstiden men bytte sedan parti tillbaka till demokraterna. Han efterträdde 1880 John Brown Gordon som senator för Georgia. "Bourbon Triumvirate" är en benämning för Brown, Gordon och Alfred H. Colquitt som de tre ledande politikerna i Georgia efter Rekonstruktionstiden. Brown efterträddes 1891 som senator av företrädaren Gordon.
Browns grav finns på Oakland Cemetery i Atlanta. Sonen Joseph Mackey Brown var guvernör i Georgia 1909–1911 och 1912–1913.